# Das Quodlibet verschiedener Jahrhunderte
Das Quodlibet verschiedener Jahrhunderte nebst Vorspiel Die dramatischen Zimmerherrn ist ein Quodlibet verschiedener verfremdeter klassischer Szenen mit einem eigens dafür von Johann Nestroy verfassten Vorspiel in einem Acte. Vom Quodlibet selbst ist nur der erste Teil erhalten: Quodlibet in gothischem Style mit chinesischen Emblemen; der Text der zwei übrigen Teile ist nicht mehr auffindbar. Die Uraufführung am 12. Mai 1843 erfolgte als Benefizvorstellung für den Dichter.
Nestroy selbst bezeichnete dieses Werk in einem Untertitel als Scenen- und Personen-Durcheinander aus mehreren Stücken. In 3 Abtheilungen, nebst einem Vorspiele in 1 Akt: Die dramatischen Zimmerherrn. Es enthält keine Musik- oder Gesangsnummern.
Zu den von Nestroy verfassten Vorspielen siehe den Artikel Die dramatischen Quodlibets von Johann Nestroy.

## Inhalt
Das Vorspiel Die dramatischen Zimmerherrn
Lorbeerstamm und Puff bewohnen gemeinsam ein Zimmer beim Weber Schiffl, wo sie ihre Rollen studieren, Lorbeerstamm die des Dunois aus Schillers Die Jungfrau von Orleans, Puff die des Lorenz aus Nestroys Die verhängnisvolle Faschingsnacht. Durch das abwechselnde Textrezitieren entsteht ein komischer Dialog. Die Hausfrau Susanne schätzt Puff nicht, der aber die Miete bezahlt, im Gegensatz zu Lorbeerstamm, bei dem sie aus Sympathie stets darauf verzichtet, ihn zur Zahlung zu drängen.
Puff: „Versteht sich. Ich zahl' meinen Zins.“
Lorbeerstamm: „Und mir schenkt ihn die Hausfrau; das ist dasselbe.“
Puff: „Ja, in schmutziger Form.“
Susannes Mann Schiffl zeigt seinen Mietern gegenüber die entgegengesetzte Einstellung. Der beleidigte Lorbeerstamm will nie wieder mit einem Komiker zugleich auf der Bühne stehen. Darum bittet Schiffl den Dichter Dürr, für 30 Gulden ein „Quodlibet aus alten Sachen für das hiesige Theater“ zusammenzustellen, wo zum Schluss „der ernsthafte Held mit die G’spaßmacher z’sammkommt“.
1. Abtheilung: Quodlibet in gothischem Style mit chinesischen Emblemen
Steffel und Hanns werfen am Eisenhammer den Ritter, der sich trotz ihrer Warnungen Pfeife rauchend nähert, in den Glühofen. Johanna d’Arc weist den sie liebenden Don Juan ab und schwört, niemals zu heiraten. In Madrid verhört Alba den Käsperle, der behauptet, auf einem „Müllnerlöwen“ durch die Luft geflogen und im Schloss gelandet zu sein. Käsperle stellt sich Philipp als Marquis von Posa vor. Ein Herold überbringt Philipp die Nachricht, sein Sohn Carlos habe sich in die Prinzessin Turandot verliebt und nun müsse er drei Rätsel lösen, sonst werde ihm der Kopf abgeschlagen. Philipp schickt Käsperle zu Hilfe, Turandot stellt drei Rätsel, die Carlos ratlos lassen, Käsperle kann sie jedoch leicht lösen:
„Warum nicht gar, aber das is wahr, für einen Spanier is das eine Aufgab', die an Unmöglichkeit grenzt. Für einen Wiener ist es eine Kinderei.“
Die Texte oder Inhaltsangaben der 2. und 3. Abtheilung, der Quodlibets im Rococo-Style sowie im modernen Style, sind nicht überliefert, es gibt lediglich ein Personenverzeichnis (siehe Absatz „Weblinks“).

## Werksgeschichte
Unter Zeitdruck – schon zehn Tage nach einer Aufführung von Liebesgeschichten und Heurathssachen – schrieb Johann Nestroy in nur wenigen Tagen Anfang Mai 1843 das Quodlibet samt Vorspiel nieder, wobei er auch schon vorhandene Parodien verwendete. Wie stets bei Quodlibets war der einzige Grund, die Darstellungs- und Verwandlungskunst der Schauspieler in beliebten und bekannten Szenen und Rollen zur Geltung zu bringen. Dies wurde von Nestroy im Vorspiel auch deutlich angesprochen, wo er wieder einmal seine Freude am „Theater im Theater“ zeigen konnte. Zu dieser Zeit hatte sich allerdings das Genre des Quodlibets bereits etwas überlebt, so dass – abgesehen von der Benefizvorstellung mit großen Einnahmen für den Dichter – das Publikumsinteresse schwach war; das Werk wurde deshalb bereits nach vier Vorstellungen wieder aus dem Spielplan genommen. Lediglich das Vorspiel wurde im August desselben Jahres noch einmal für das von Alois Grois zusammengestellte Quodlibet Alles zum Lachen verwendet.
In einem Brief vom 1. Mai 1843 bat Nestroy seinen Kollegen Wenzel Scholz, eine „Dankrede für ein Quodlibet, welches ich zusammenstelle“ zu verfassen, die als Dialog geplant war:
„Du wolltest nehmlich wier sollten beyde, Du und ich, jeder immer nur Ein Wort sagen […]“
Das Werk lebt durch die Gegenüberstellung von Heldenspieler und Komiker. In den Aufführungen spielte nach dem Theaterzettel Johann Nestroy den Weber Schiffl (im Vorspiel), die Jeanne d’Arc, den Käsperle (beide im gothischen Style), den Guardia-Chef Ferdinand (im Rococo-Style) und den Bajazzo Zögerl (im modernen Style); Wenzel Scholz spielte den Bedienten Johann Herzig (im gothischen Style), den Bedienten Anastasius (im Rococo-Style) und den Strumpfwirker Leopold Würfel (im modernen Style); Alois Grois war der Komiker Puff (im Vorspiel), der Kaiser Altoum (im gothischen Style), der Stadtmusikus Müller (im Rococo-Style) und der Seiltänzer Mortaletto (im modernen Style).
Von Nestroys eigener Hand ist lediglich ein Manuskript mit dem Schluss der 6. Szene des Vorspiels erhalten geblieben. Die Seitennummerierung „12“ lässt vermuten, dass auf den fehlenden Seiten der restliche Text zu finden war. Weiters gibt es einen eigenhändigen Entwurf Nestroys zum Personenverzeichnis und Notizen zum Vorspiel und zum Quodlibet.

## Zeitgenössische Rezeption
Obwohl Nestroy auf dem Theaterzettel vermerkt hatte, das Quodlibet sei ausschließlich für Benefizvorstellungen derangiert (zusammengestellt) worden, fand es bei der zeitgenössischen Kritik keine gute Aufnahme.
In den Sonntagsblättern vom 14. Mai 1834 (S. 461) war zu lesen:
„Vorgestern brachte Herr Nestroy ein ‚Quodlibet verschiedener Jahrhunderte, sammt einem neuen Vorspiele‘, von solch trostlos-gemeiner und so ganz spaß- und witzarmer Natur, wie wir es Hrn. Nestroy nimmermehr zugemuthet hätten.“
Der Humorist des Nestroy-feindlichen Moritz Gottlieb Saphir schrieb am 15. Mai (S. 390):
„Die idealsten Werke des idealsten deutschen Dichters, Schiller's Tragödien, auf solch' gemeine Weise zu profanieren, seine erhabenen Gebilde in solch' niedrige Vermummung zu stecken, seine himmlische Sprache so in den Koth zu zerren, wie es hier der Fall ist – wir finden keinen genug strengen Ausdruck, um eine solche Verfahrensweise gehörig zu bezeichnen.“
Im Sammler vom 15. Mai (S. 310 f.) wurde etwas milder geurteilt:
„Dass selbst der reichste Mann nicht immer geben kann, die üppigste Flur nicht immer grünen kann, und dass selbst der fruchtbarste Geist nicht immer Neues und gelungenes Neues schaffen könne, liegt am Tage. […] Aber der Wunsch durch eine neue Einteilung, von der Niemand Rechenschaft geben kann, etwas Originelles in diesen Genre zu schaffen, hat die ganze Pastete verdorben.“
Im Wiener Zuschauer vom 19. Mai (S. 635 f.) wurde Nestroy als „letzte wankende Stütze unserer Lokalposse“ bezeichnet, der „mehr Achtung vor sich und dem Publikum“ haben solle.